# Рак-Саки, Джезаран
Джезаран Рак-Саки (англ. Jesurun Rak-Sakyi; родился 5 октября 2002) — английский футболист, полузащитник клуба «Кристал Пэлас», выступающий на правах аренды за клуб «Шеффилд Юнайтед».

## Клубная карьера
Выступал за молодёжные команды «Челси», в 2019 году перешёл в футбольную академию клуба «Кристал Пэлас». В апреле 2021 года подписал свой первый профессиональный контракт с клубом.
14 августа 2021 года дебютировал в основном составе «Кристал Пэлас» в матче Премьер-лиги против «Челси».

## Карьера в сборной
6 сентября 2021 года дебютировал за сборную Англии до 20 лет в матче против сверстников из Румынии, отметившись забитым мячом.

## Личная жизнь
Младший брат Джезарана, Сэмьюэл, также является профессиональным футболистом.